# Soylent green
Soylent green és una pel·lícula estatunidenca de ciència-ficció distòpica estrenada en 1973, dirigida per Richard Fleischer, protagonitzada per Charlton Heston, Edward G. Robinson i Leigh Taylor-Young als papers principals. Ha estat doblada al català.
Està basada en la novel·la Make Room! Make Room! escrita por Harry Harrison i publicada el 1966 i és considerada una pel·lícula de culte i una de les més destacables del seu gènere. Va obtenir una nominació, en els Premis Hugo (1974), i tres guardons entre els quals destaquen el premi a millor pel·lícula en els Premis Saturn (1975).

## Argument
La industrialització del segle xx va portar a la sobrepoblació, la contaminació i l'escalfament global a causa del "efecte d'hivernacle" causant un desastre ecològic a tot el planeta Terra. L'any 2022, en aquest futur distòpic, la ciutat de Nova York està habitada per més de 40 milions de persones, físicament separades en una petita elit que manté el control polític i econòmic, amb accés a uns certs luxes com a verdures i carn, i una majoria amuntegada en carrers i edificis on malviu amb aigua en garrafes, i dues varietats d'un producte comestible: Soylent vermell i Soylent groc, que són l'única font d'alimentació, perquè el menjar fresc és un privilegi reservat als sectors dominants. La companyia Soylent és una empresa que fabrica i proveeix els aliments processats de concentrats vegetals a més de la meitat del món. És llavors quan surt al mercat el nou producte alimentós Soylent verd basat en plàncton, segons la publicitat de l'empresa.
Robert Thorn és un policia i detectiu de la ciutat. Viu amb el seu amic "Sol" Roth, un ancià exprofessor i oficialment ajudant seu (a qui es refereix amb el sobrenom de "Llibre" i que investiga dades en nombrosos llibres per ajudar a resoldre els casos assignats a Thorn). Roth viu rememorant el passat, quan el planeta era més habitable i hi havia prou aliments de qualitat per a tots. Tanmateix, Thorn, que ha viscut tota la seva vida en l'època de la catàstrofe ecològica, no es mostra interessat en aquestes històries, que troba difícils de creure.
Thorn es veu involucrat en la investigació de l'assassinat d'un dels principals accionistes de la companyia Soylent, William R. Simonson, que ha estat trobat mort al seu apartament. Decideix fer una visita al lloc i troba el cadàver en un toll de sang, amb múltiples cops al cap. Recorre el lloc i es troba amb coses que mai havia vist abans, com un refrigerador amb aliments, licors, una dutxa amb aigua calenta i sabó, i una biblioteca amb llibres de qualitat.
Més tard arriben la concubina de Simonson, Shirl, una bella jove de 21 anys anomenada eufemísticament "part del mobiliari" que li havia estat assignada com a esclava, i el guardaespatlles de Simonson, Tab Fielding. En ser interrogat, Fielding diu que Simonson li havia ordenat acompanyar Shirl de compres i, que per aquesta raó, no eren a l'apartament en el moment de l'assassinat. Shirl esmenta que Simonson tenia la ment pertorbada des de fa temps. Thorn els deixa anar, però abans decomissa alguna cosa de menjar, diners i un parell de llibres, que s'endú al seu apartament per a gaudir-ne amb Roth.
Després Thorn encarrega a Sol que investigui qui és Simonson i obtingui tota la informació que pugui sobre ell. Roth descobreix que Simonson era membre de la mesa directiva de Soylent i, en llegir els llibres que Simonson tenia a casa seva, propietat de Soylent i, per tant, confidencials descobreix que els oceans i el plàncton s'estan morint, que la crisi ecològica en la superfície terrestre impedeix obtenir aliments suficients per a la humanitat, i que Soylent Green és un "menjar" fabricat a partir de cadàvers humans. De fet, Roth adverteix que Simonson va entrar en conflicte amb els altres directius de Soylent, temerós que el origen real d'aquests productes sigui conegut pel públic, i enfastidit d'encobrir aquests fets.
Impactat pel seu descobriment, Roth decideix morir amb ajuda del govern i per a això acudeix a La Llar, una institució pública on la gent pot anar per a que posin fi a la seva vida en un entorn de calma i pau. De fet, a La Llar Roth pot gaudir, durant 20 minuts abans de morir, de música clàssica i escenes belles de la naturalesa, en les quals es podia veure el món com era abans del desastre ecològic. Thorn s'assabenta de la decisió de Roth i corre ràpidament a La Llar per a dissuadir-lo, però arriba molt tard, quan ja va començar el procediment per a morir.
Mentre agonitza Roth aconsegueix dir-li a Thorn (encara que se senten només fraccions del missatge), que continuï investigant l'assassinat de Simonson perquè necessitaven proves que es fabricaven aliments a partir de cadàvers, que per causa de la pol·lució ja no hi havia plàncton comestible al mar, i Soylent Green no podia tenir aquest origen, a més demana a Thorn exposar el cas davant un tribunal mundial per a tractar de frenar Soylent.
Thorn rep ordres dels seus caps de posar fi a la recerca sobre la mort de Simonson i arxivar el cas, després de la qual cosa nota que estranys l'espien i segueixen al carrer. Davant això, Thorn decideix secretament fer seguiment del cadàver de Roth, arribant així a una planta industrial severament vigilada als afores de la ciutat. En aquesta planta, d'amagat, Thorn coneix que el destí real dels cadàvers humans és acabar processaments com a ingredient de Soylent Green i que Soylent va assassinar a Simonson per temor al fet que reveli aquest secret.
Thorn és descobert en la planta però aconsegueix fugir, sent perseguit pels guàrdies. De tornada a la ciutat, agents de Soylent tracten de matar Thorn i el cerclen a una església; esclata un tiroteig i Thorn aconsegueix matar als seus perseguidors quedant malferit, Thorn aprofita l'arribada de companys seus i de paramèdics per a cridar-los la seva troballa amb el crit ""Soylent Green...és gent...!!"", concloent la història.

## Repartiment
- Charlton Heston - Detectiu Robert Thorn
- Edward G. Robinson - Solomon "Sol" Roth
- Leigh Taylor-Young - Shirl
- Joseph Cotten - William R. Simonson
- Chuck Connors - Tab Fielding
- Brock Peters - Hatcher
- Paula Kelly - Martha
- Stephen Young - Gilbert
- Mike Henry - Kulozik
- Lincoln Kilpatrick - El sacerdot
- Roy Jenson - Donovan
- Leonard Stone - Charles
- Whit Bissell - Governador Santini
- Celia Lovsky - Cap d'intercanvi
- Dick van Patten - Usher #1
- Jane Dulo - Sra. Santini

## Context històric
Durant la Guerra Freda i amb l'auge del comunisme als països asiàtics, en la dècada de 1960 i fins a 1980 es va estendre als Estats Units l'obsessió pel perill d'un creixement amenaçador de la població en aquests països i en general l'amenaça de la superpoblació també dita Explosió demogràfica. Tant el llibre Make Room! Make Room!, de Harry Harrison, com la pel·lícula Soylent Green són creacions de ficció construïdes per aquest fenomen, a la qual cosa s'uneix l'ocurrència d'un gegantesc desastre ecològic causat per la industrialització i un consumisme desbocats que acabaria amb els recursos naturals de la Terra, i que tal desastre motivaria una escassetat generalitzada d'aliment a nivell mundial.

## Producció
El rodatge de l'obra cinematogràfica va començar el 5 de setembre de 1972 i va acabar a la fi del mateix any. Per a fer-la es va filmar completament a Califòrnia en diferents localitats com Los Angeles. En aquest rodatge va pertocar per a la improvisació en algunes escenes, sobretot en l'escena on Thorn i Roth gaudeixen un menjar fresc, cosa molt rara en aquest futur, i que no estava en el guió. El resultat va convèncer tant que es va incloure en el metratge final.
Cal també destacar que va ser difícil fer les escenes amb Edward G. Robinson, ja que estava molt malalt, la qual cosa, entre altres coses, va tenir també l'efecte que s'havia tornat gairebé sord, la qual cosa causava malentesos durant la filmació. Per això es va haver de filmar la seva part diverses vegades perquè pogués tenir la qualitat requerida pel director. Així i tot va actuar com un autèntic professional en la seva última pel·lícula abans de morir.

## Recepció
Aquesta pel·lícula va guanyar fama per ser una de les primeres produccions cinematogràfiques que tracten del tema de la ruptura de l'equilibri ecològic i que ofereix la seva particular visió sobre el desenvolupament tecnològic i les seves interconnexions amb la política. D'aquesta manera aquesta pel·lícula expressa les preocupacions vigents de la dècada dels 70, quan la idea d'un futur negatiu començava a aparèixer en la ment de les persones, alguna cosa que també es va reflectir en posteriors pel·lícules tan conegudes com Blade Runner (1982) o Terminator (1984).
En els portals d'informació cinematogràfica i entre la crítica professional obté valoracions positives. En IMDb amb 64.256 vots registrats obté una mitjana ponderada de 7,0 sobre 10. A FilmAffinity, a més d'estar inclosa en el seu llistat "Millors pel·lícules de ciència-ficció" (137a posició) té una mitjana de 6,7 sobre 10 amb 9.686 vots dels seus usuaris. A Rotten Tomatoes té la consideració de "fresc" per al 69% de les 39 crítiques professionals, el consens de les quals resumeix "és melodramàtic i desigual en algunes parts (però) té èxit amb la seva visió fosca i plausible d'un futur distòpic" i per al 70% de les més de 10.000 valoracions dels usuaris del agregador. A Metacritic obté una valoració professional de 66 sobre 100 computant 13 crítiques, la qual cosa implica "opinions majoritàriament favorables", i una puntuació mitjana de 6,2 sobre 10 entre els usuaris del portal web.
Jordi Batlle al diari El País la qualifica de "agradable rondalla futurista". La redacció de la revista Fotogramas li va concedir 3 de 5 estrelles destacant "el seu plantejament té uns certs punts de contacte amb "Blade Runner", de la qual podria ser considerada un antecedent, encara que segueixin camins divergents. La labor de Fleischer resulta sòlida, encara que es trobi a faltar una major dosi d'inspiració, sobretot per a crear un sentit opressiu de l'atmosfera". Sergio Benítez per Espinof va destacar en la seva crítica de 2014 que és "posseïdora perquè d'una bellesa puntual que juga a contrarestar la colpidora brutalitat de la seva final -un final d'un nihilisme completament desanozador-, sobren els motius per a qualificar 'Solylent green' com un clàssic imprescindible de la ciència-ficció de tots els temps".
Finalment cal afegir que la pel·lícula és considerada avui dia com a pel·lícula de culte i que ha rebut a més l'honra de ser la primera pel·lícula en la qual apareix un videojoc.

## Premis i honors
- 'Guanyador'  Millor pel·lícula de ciència-ficció de l'any - Premi Saturn, Acadèmia de pel·lícules de ciència-ficció, fantasia i terror (Richard Fleischer, Walter Seltzer, Russell Thacher)
- 'Guanyador'  Gran Premi - Festival internacional de cinema fantàstic d'Avoriaz (Richard Fleischer)
- 'Nominada'  Millor pel·lícula de l'any (Millor presentació dramàtica) - Premi Hugo (Richard Fleischer, Stanley Greenberg, Harry Harrison)
- 'Guanyador'  Millor guió de pel·lícula de l'any (Millor presentació dramàtica) - Premi Nebula, Science Fiction and Fantasy Writers of America (Stanley Greenberg, Harry Harrison)
- "Soylent Green is people!" ocupa el 77è lloc a la llista de l'American Film Institute AFI's 100 Years...100 Movie Quotes.

## Mitjans domèstics
Soylent Green fou estrenada en Capacitance Electronic Disc per MGM/CBS Home Video i més tard en LaserDisc per MGM/UA el 1992 (ISBN 0-7928-1399-5, OCLC 31684584). El novembre de 2007, Warner Home Video va llançar la pel·lícula en DVD simultàniament amb els llançaments en DVD d'altres dues pel·lícules de ciència-ficció: La fuga de Logan (1976), una pel·lícula que tracta temes similars de distòpia i superpoblació, i Atmosfera zero (1981). Es va estrenar en Blu-ray Disc el 29 de març de 2011.